# Otto Klung
Otto Klung (* 26. Februar 1893 in Bieberswalde (heute poln. Liwa bei Miłomłyn), Landkreis Osterode in Ostpreußen; † 25. Mai 1968 in Berlin) war ein Berliner Medien-Kaufmann.

## Leben

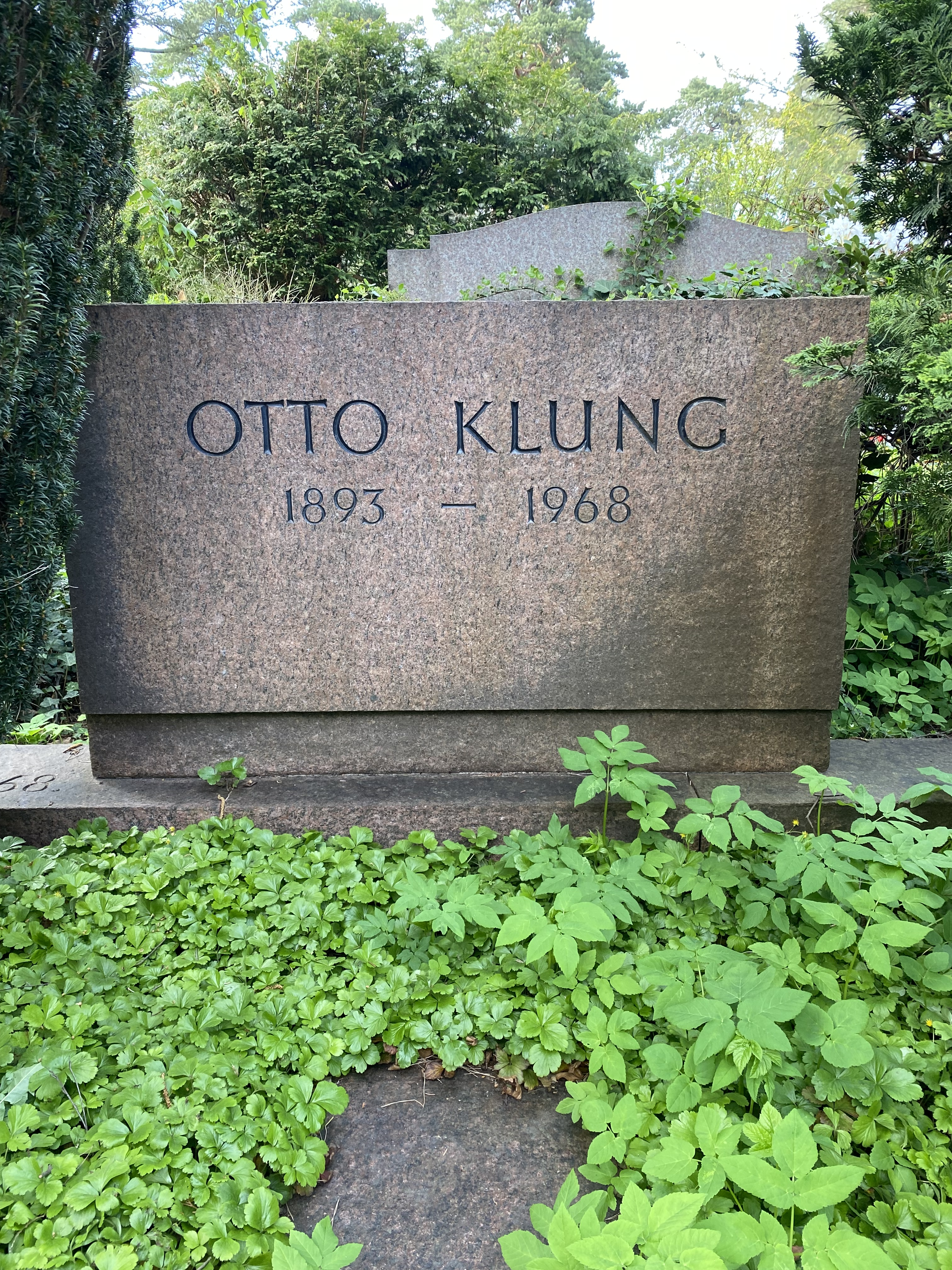
Grabstätte auf dem Waldfriedhof Dahlem

Der gelernte Maschinenbauer und graduierte Ingenieur gründete 1921 zusammen mit August Stauch und Curt Stille die Hauptgesellschaft für Industrien. Diese Gesellschaft beinhaltet die Vox-Schallplatten und Sprechmaschinen AG (1922), die „Berliner Funkstunde“ (1923) zur Ausstrahlung von Radiosendungen und die „Vox-Vertrieb AG für Rundfunkzubehör“ in der Viktoriastraße, Berlin. Der Hauptsitz befand sich im Vox-Haus in der Potsdamer Straße 39 A in Berlin. Um 1925 wurde in den USA eine Tochtergesellschaft gegründet, diese wurde jedoch 1927 aufgelöst. In der ersten Hälfte des Jahres 1929 musste Vox Konkurs anmelden.
1928 eröffnete Klung ein Geschäft für Rundfunkgeräte und Schallplatten in Berlin. Um 1941 erwarb er das Hili-Filmtheater in Lichterfelde. Er brachte es vor allem nach dem Zweiten Weltkrieg zu finanziellem Erfolg. Otto Klungs Ehe blieb kinderlos. Zeitlebens soll er es bedauert haben, dass er keine Gelegenheit hatte, ein weiterführendes naturwissenschaftliches Studium zu absolvieren, das es ihm ermöglicht hätte, den Fortschritt in Wissenschaft und Gesellschaft aktiv mitzugestalten.
1972 wurde aus seinem Vermächtnis die Otto-Klung-Stiftung an der Freien Universität Berlin gegründet mit der Auflage, den mit 30.000 DM dotierten Otto-Klung-Preis im jährlichen Wechsel an herausragende deutsche Wissenschaftler zu vergeben, die das 40. Lebensjahr noch nicht überschritten haben sollten.
Seine letzte Ruhestätte erhielt Otto Klung auf dem Waldfriedhof Dahlem (Abt. 24 E 26b).